# Wilmshagen (Sundhagen)
Wilmshagen ist ein Ortsteil der Gemeinde Sundhagen im Landkreis Vorpommern-Rügen. 

## Geografie und Verkehr
Wilmshagen liegt ca. 8 km nordöstlich der Stadt Grimmen, 16 km nordwestlich von Greifswald und 16 km südlich von Stralsund. Durch die ehemalige Gemeinde verläuft die B 96. Über diese ist die Ostseeautobahn A 20 Anschluss Stralsund (ca. 10 km) zu erreichen.

## Geschichte
Möglicherweise wurde Wilmshagen in einer Urkunde von 1361 bei der Schenkung der Brüder Lange von Ländereien aus dem Ort an das St. Jürgen (auch Georg) Hospital in Greifswald urkundlich erstmals erwähnt. Diese Schenkungen, Stiftungen und Verkäufe setzten sich fort, bis spätestens 1418 das gesamte Dorf der Stadt Greifswald und seinen Hospitalen St. Jürgen und St. Spiritus gehörte. In dem Jahr bestätigten Herzog Wartislaw IX. die Besitzungen.
Nach der Reformation gelangten Besitze und Rechtsansprüche von religiösen Einrichtungen, wie die Hospitale St. Jürgen und St. Spiritus an die Kommunalbesitze, in diesem Fall an die Stadt Greifswald. Sie wurde damit alleiniger Besitzer der Objekte.
Für 1767 wurden für Wilmshagen 80 Einwohner registriert. 1862 waren es mit 193 schon über doppelt so viele.
1775 wurden im Ortsbereich Vermessungen durchgeführt und in der Folge Grenzen mit den Nachbarn verhandelt und neu festgelegt. Es ist dokumentiert, dass dafür Grenz-Gräben gezogen und Malsteine gesetzt wurden. Gleiches erfolgte noch einmal 1817 und war Ausgangspunkt für die Separation des Umlandes von 1847, denn Eisenbahn- und Straßenbau bedingten die Verlegung bzw. den Tausch von Ländereien zwischen den Besitzern bzw. den einzelnen Orten oder Gemeinden.
Nach diesen Besitzbereinigungen erfolgte seitens der Stadt Greifswald 1848 eine Neuverpachtung auf 19 Jahre für 890 bis 1753 Thaler je Pachthof.
1866 sind an Liegenschaften registriert:
- 5 Bauernhöfe mit je 341 bis 512 Morgen in Zeitpacht
- 1 Schule mit 14 Morgen einschließlich Garten und Wirtschaftsgebäuden
- 5 Büdnereien mit zusammen 28 Morgen in Erbpacht, die etwas später aber in Privatbesitz übergehen
- 1 Sandgrube mit 3 Morgen als Gemeinschaftsobjekt

Die 5 Bauernhöfe verfügen über je ein Wohnhaus, je 4 Wirtschaftsgebäude und je 1 Zwei-Wohnungskaten. Das Gemeinwesen wurde von einem Dorfschulzen geleitet, der mit einer festgelegten Abgabe gemeinsam entschädigt wurde. Noch heute sind einige Höfe mit Namen versehen, die auf ehemalige Besitzer bzw. Pächter zurückgehen, so der Gehrkesche und der Dümmelsche Hof. In den Messtischblättern von 1880 und 1920 sind die 5 Höfe noch eindeutig zu identifizieren. Zwei liegen am Kernort und je einer südlich, nordwestlich und nördlich separat entfernt von diesem.
Die Statistik von 1871 besagt: Es bestehen 16 Wohnhäuser mit 32 Familien, Wilmshagen hatte 190 Einwohner, 1867 waren es noch 211. Alle Einwohner waren evangelischer Konfession.
Im Zuge der Bodenreform wurde die Pachthöfe als Stadtbesitz nach 1945 erst Landes- dann Volkseigentum. Der südliche Hof wurde als Klein Bremerhagen eigener Ortsteil der Gemeinde Wilmshagen, heißt heute aber Wilmshagen Siedlung. Der nördliche Hof wurde zum Kernort Wilmshagen und der ehemalige Kernort wurde Wohnplatz, weil ein Hof ganz und einige Katen teilweise verschwanden. Damit ist der Ort über zwei Kilometer im Umkreis zerstreut. Inzwischen zerschneidet auch noch die A 20 den gesamten Ort.
Nach Auflösung des Fürstentums Rügen im Jahr 1325 gehörte der Ort zum Herzogtum Pommern.
Nach dem Dreißigjährigen Krieg bis zum Jahr 1815 gehört die Gegend zu Schwedisch-Pommern und danach zur preußischen Provinz Pommern.
Am 1. Juli 1950 wurde die Gemeinde Bremerhagen in Wilmshagen umbenannt.
Wilmshagen gehörte zum Land Mecklenburg, ab dem 25. Juli 1952 zum Bezirk Rostock und ab dem 3. Oktober 1990 zum Land Mecklenburg-Vorpommern. Es lag bis zum 11. Juni 1994 im Landkreis Grimmen in dessen jeweiligem Gebietszuschnitt und anschließend im Landkreis Nordvorpommern.
Die Gemeinde Wilmshagen schloss sich am 7. Juni 2009 mit den Gemeinden Behnkendorf, Brandshagen, Horst, Kirchdorf, Miltzow und Reinberg zur neuen Gemeinde Sundhagen zusammen. Sie bestand aus den Ortsteilen Bremerhagen und Wilmshagen.